# Claterna exagens
Claterna exagens là một loài bướm đêm trong họ Noctuidae.